# Stadion MOSiR Bukowno
Stadion MOSiR Bukowno – stadion sportowy w Bukownie zlokalizowany przy ulicy Spacerowej. Odbywają się na nim mecze piłkarskie, zawody lekkoatletyczne i imprezy plenerowe, takie jak Dni Bukowna.
Na stadionie rozgrywa swoje mecze drużyna MGHKS Bolesław Bukowno.

## Historia
7 maja 1978 r. na stadionie rozegrano mecz fazy grupowej pomiędzy Anglią i Hiszpanią podczas Turnieju Juniorów UEFA. Spotkanie oglądało ok. 12 tysięcy widzów. W 1996 r. przed meczem 23 kolejki V ligi pomiędzy Bolesławem Bukowno a Zagłębiem Sosnowiec, z uwagi na bezpieczeństwo, ograniczono pojemność obiektu do 10 tysięcy. Mecz rozegrano 11 maja 1996 r. przy pełnych trybunach, na których zasiadło 8 tysięcy kibiców Zagłębia. Spotkanie zakończyło się zwycięstwem przyjezdnych 3ː0. W 2010 r. obiekt liczył 3469 miejsc, z czego 2149 stanowiły krzesełka na trybunie głównej.